# 小行星8657
小行星8657（8657 Cedrus）是一颗绕太阳运转的小行星，为主小行星带小行星。该小行星于1990年8月16日发现。

## 轨道参数
小行星8657的轨道半长轴为2.8683102 UA，离心率为0.063。